# Самійленко Володимир Іванович
Володи́мир Іванович Самі́йленко (22 січня (3 лютого) 1864, містечко Сорочинці, Миргородський повіт, Полтавська губернія — 12 серпня 1925, Боярка) — український поет-лірик, сатирик, драматург і перекладач.

## Життєпис
Його батьком був поміщик Іван Лисевич, а мати — колишня кріпачка Олександра Самійленко. Виховувався у родині близького приятеля родини Гоголів Олексія Трохимовського. Початкову освіту майбутній письменник здобув у дяка, згодом у Миргородській початковій школі. У 1875 році Володимир вступив до Полтавської гімназії, яку закінчив 1884 року.

### Навчання
Навчався на історико-філологічному факультеті Київського університету (1884—1890), де прослухав повний курс, але державних іспитів не складав і вийшов зі свідоцтвом про «зачет 8 семестров». Причин неохоти складати іспити на диплом було декілька — розчарування, нехіть до деяких предметів і стан здоров'я. В університеті потоваришував із В. Ігнатовичем, познайомився з Іваном Франком, що приїжджав у Київ. Належав разом із І. Липою, М. Міхновським та іншими до Братства тарасівців.
У Києві, навчаючись в університеті, зблизився з літературним гуртком «Плеяда», де активно працювали Леся Українка, її брат Михайло Обачний, Євген Тимченко та інші; гуртком опікувалися Микола Лисенко, Олена Пчілка й Михайло Старицький. З розгорнутого списку надбань світової літератури, які, на думку учасників «Плеяди», треба було поширити українською мовою, він узяв на себе переклади з французької, іспанської та італійської. Перекладав Дантове «Пекло», п'єси Мольєра й Бомарше, поезії Байрона, Беранже, Ади Негрі.

### Перші поезії
Спробувавши ще за студентських років видати свої поезії окремою книжкою, Самійленко зіткнувся з царською цензурою, яка з двадцяти восьми віршів заборонила одинадцять; відтоді він сам уже не компонував збірок. Завдяки знайомству з Іваном Франком, 1886 року шість чисел львівського журналу «Зоря» виходить з творами В. Самійленка. Друкував свої твори в альманахах «Складка», «Ватра», у журналах «Правда» і «Літературно-науковий вістник» («ЛНВ»).

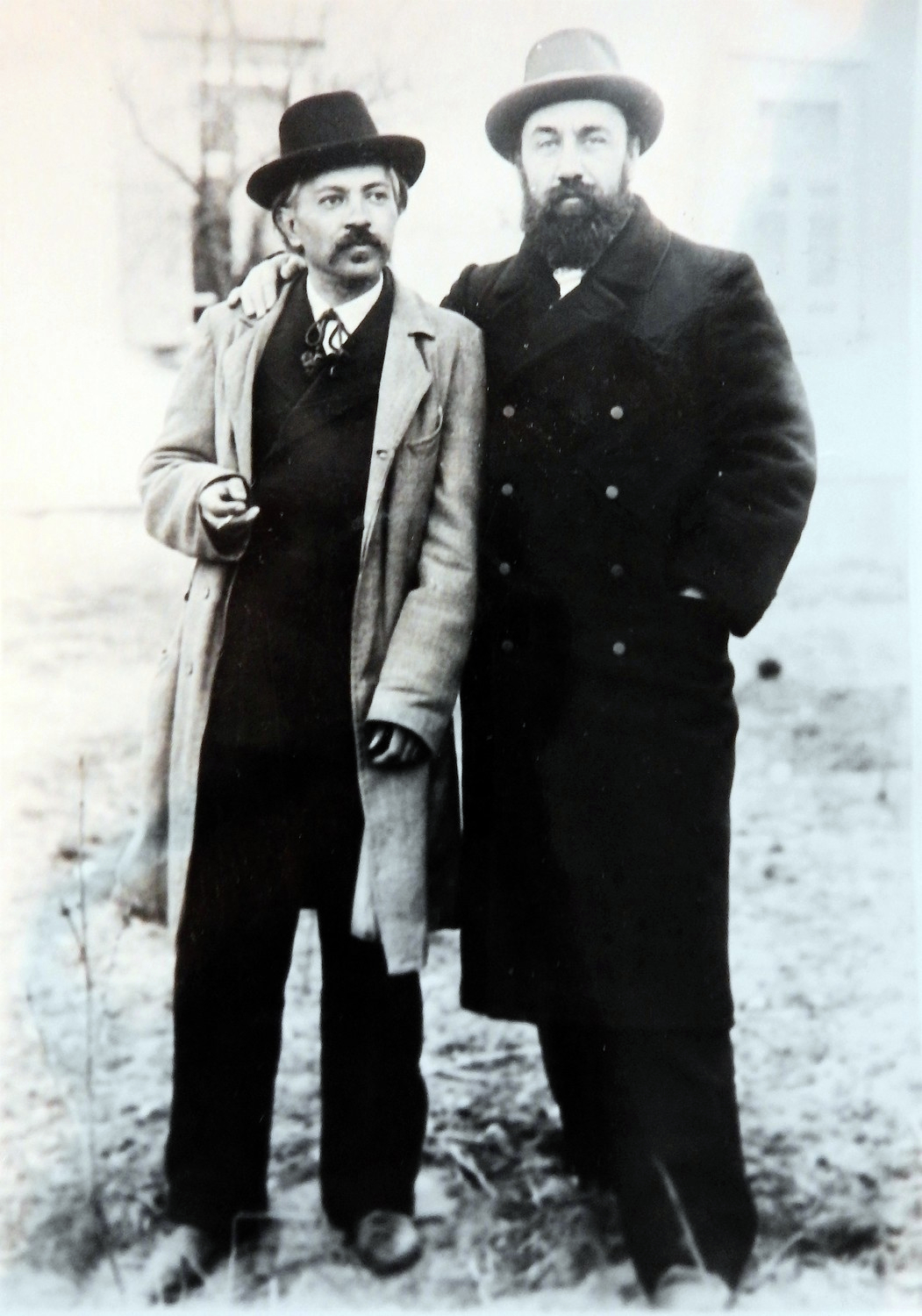
Володимир Самійленко та Борис Грінченко, 1902

1887 року Самійленко коштом «старої громади» здійснив поїздку до Галичини, офіційною метою якої було пізнання народу й розбудження національного духу. В. Самійленко зав'язує дружні стосунки з І. Франком, знайомиться з О. Маковеєм.

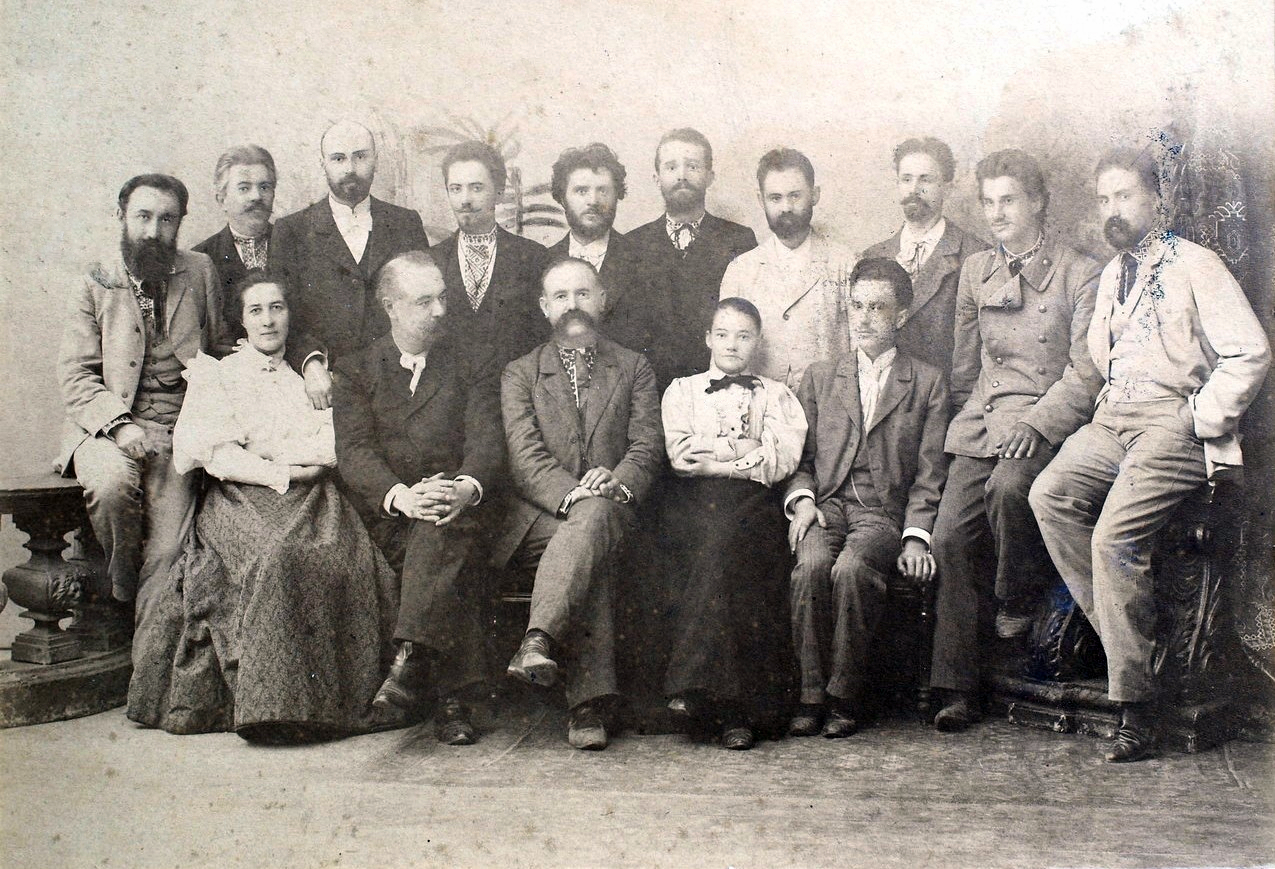
Члени Чернігівської Громади з гостями з інших регіонів, 1898 р. Зліва направо перший ряд: Віра Коцюбинська, Ілля Шраг, Микола Левитський (Херсонська губ.), Ф. Шкуркіна, Роман Сембратович (Галичина); другий ряд: Борис Грінченко, Михайло Коцюбинський, Володимир Самійленко, Денис Лукіянович (Галичина), Григорій Коваленко, Іван Руденко, Аркадій Верзилов, А.Балика, Василь Доманицький (Київ), Олександр Леонідович Глібов.

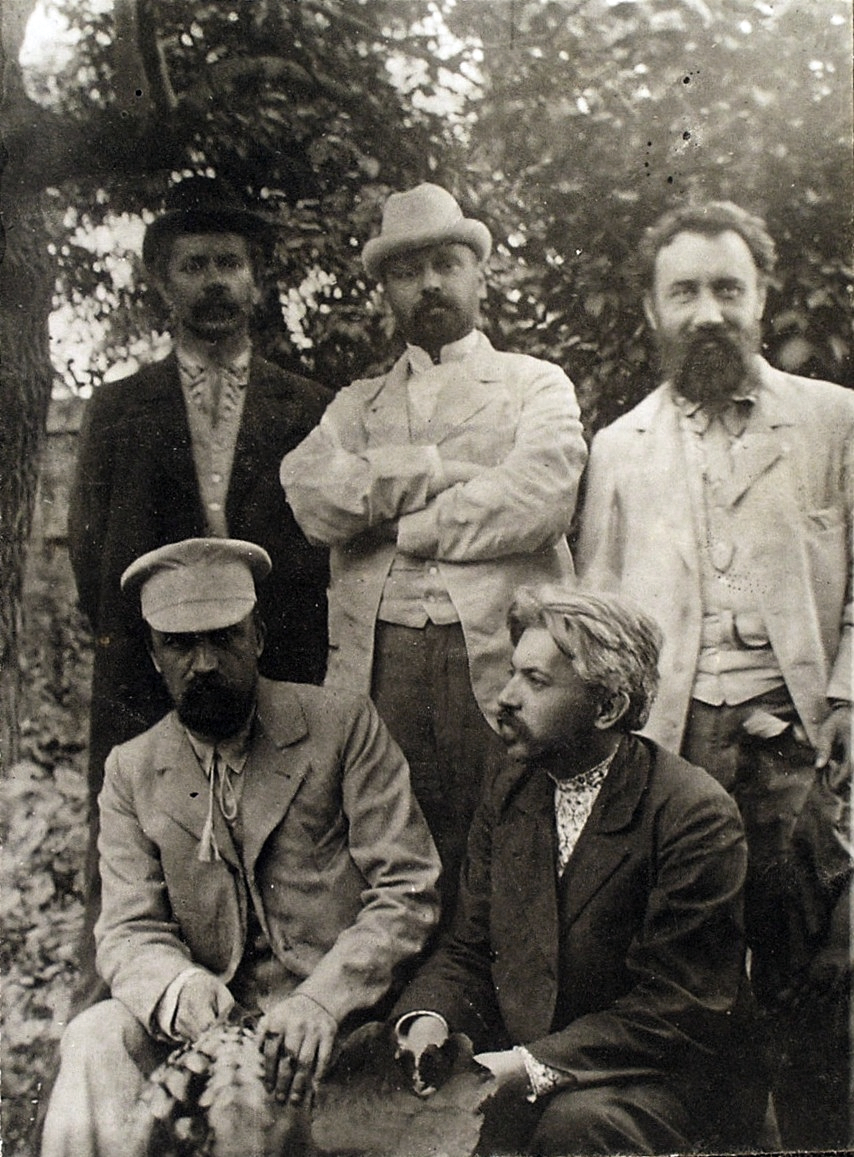
Зліва направо, у нижньому ряду: Олександр Глібов (син Леоніда Глібова), Володимир Самійленко. У верхньому ряду стоять: Василь Степаненко, Михайло Коцюбинський, Борис Грінченко. Чернігів, садиба Коцюбинського, літо 1898 р.

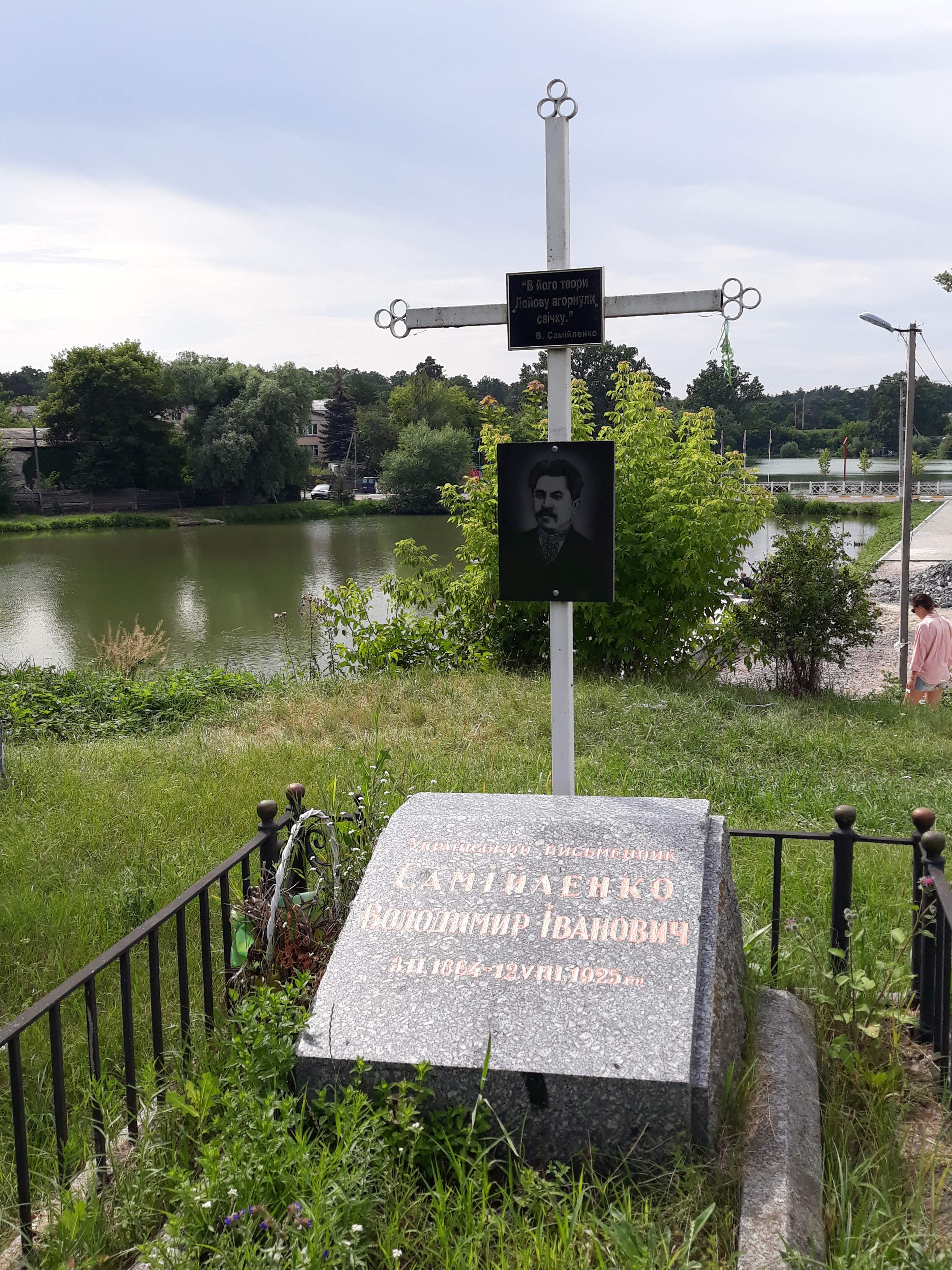
Могила Володимира Самійленка

1907 року І. Франко опублікував статтю «Володимир Самійленко. Проба характеристики», у якій, відновлюючи в пам'яті ці зустрічі, подав надзвичайно тонкий психологічний портрет Самійленка — людини, поета, лірика. Франко захоплювався мовною культурою Самійленка.
Після закінчення навчання Самійленко працював у Києві, Катеринославі й Миргороді. Терпів постійні матеріальні нестатки. Перша збірка «З поезій Володимира Самійленка» вийшла в Києві 1890 року. Потрапив на телеграф, де й прослужив «чиновником V разряда» бл. 2 років. З березня 1893 року переїхав до Чернігова на посаду секретаря редакції «Земского сборника».
З 1905 року в Києві в редакціях газет «Громадська Думка», «Рада», «Шершень» та інших. Врешті склав іспит на нотаріуса і відкрив нотаріальну контору в містечку Добрянка на Чернігівщині, де й працював до 1917 року.
У 1906 році Іван Франко з Михайлом Мочульським самі зібрали друковані й недруковані вірші поета 1884—1906 рр. і видали їх у Львові за його власним прізвищем під заголовком «Україні» з передмовою Франка. Своєю назвою збірка наголошувала на основній творчій темі Самійленка. Все, що він писав, присвячувалося рідній країні, яку поет любив святою й нездоланною любов'ю.

### Українська Народна Республіка
За української державності служив у міністерствах освіти і фінансів, а в 1920 р. емігрував з урядом УНР до Галичини, окупованої Польщею. У липні 1922 року поселився у садово-господарській школі Львівської «Просвіти» в с. Милування, тоді Тлумацького повіту. Згодом дружина із старшою дочкою нелегально подалася за Збруч, а він з меншою Галею залишився тут. Доньку спіткало горе нерозділеного кохання, і вона, на запрошення Марійки Карп'юк, яка стала дружиною художника Осипа Сорохтея, переїхала до Снятина. Марійка Карп'юк — рідна сестра Наталі Семанюк (дружини Марка Черемшини) — познайомилася з Галею у Львові, де та навчалася гри на скрипці, а Марійка була ученицею Олекси Новаківського.
На запрошення Марка Черемшини Самійленки перейшли жити до його дому. Надзвичайно тепла була зустріч Самійленка з Марком Черемшиною і Василем Стефаником. Усі були в захопленні від автора «Вечірньої пісні». Після Снятина сліди поета ведуть у село Карлів — тепер Прутівка. Жив у нестатках, хронічно хворів.
23 лютого 1924 року під час пологів помирає дочка Галя, а на руках згорьованого Самійленка залишилося осиротіле немовля. Через те, що у Галі були хворі легені й слабке здоров'я, присутні лікарі не змогли їй допомогти. Галину Самійленко-Шах поховали на карлівському цвинтарі. По смерті дочки Галі Володимир Самійленко повернувся до Милування, але й там довго не затримався. Затужив за Україною і повернувся до Києва. У Києві він переніс ще один удар: трохи більше місяця до його приїзду на руках дружини померла його найстарша дочка Олена, яка після голодного 1921 р. хворіла на туберкульоз.

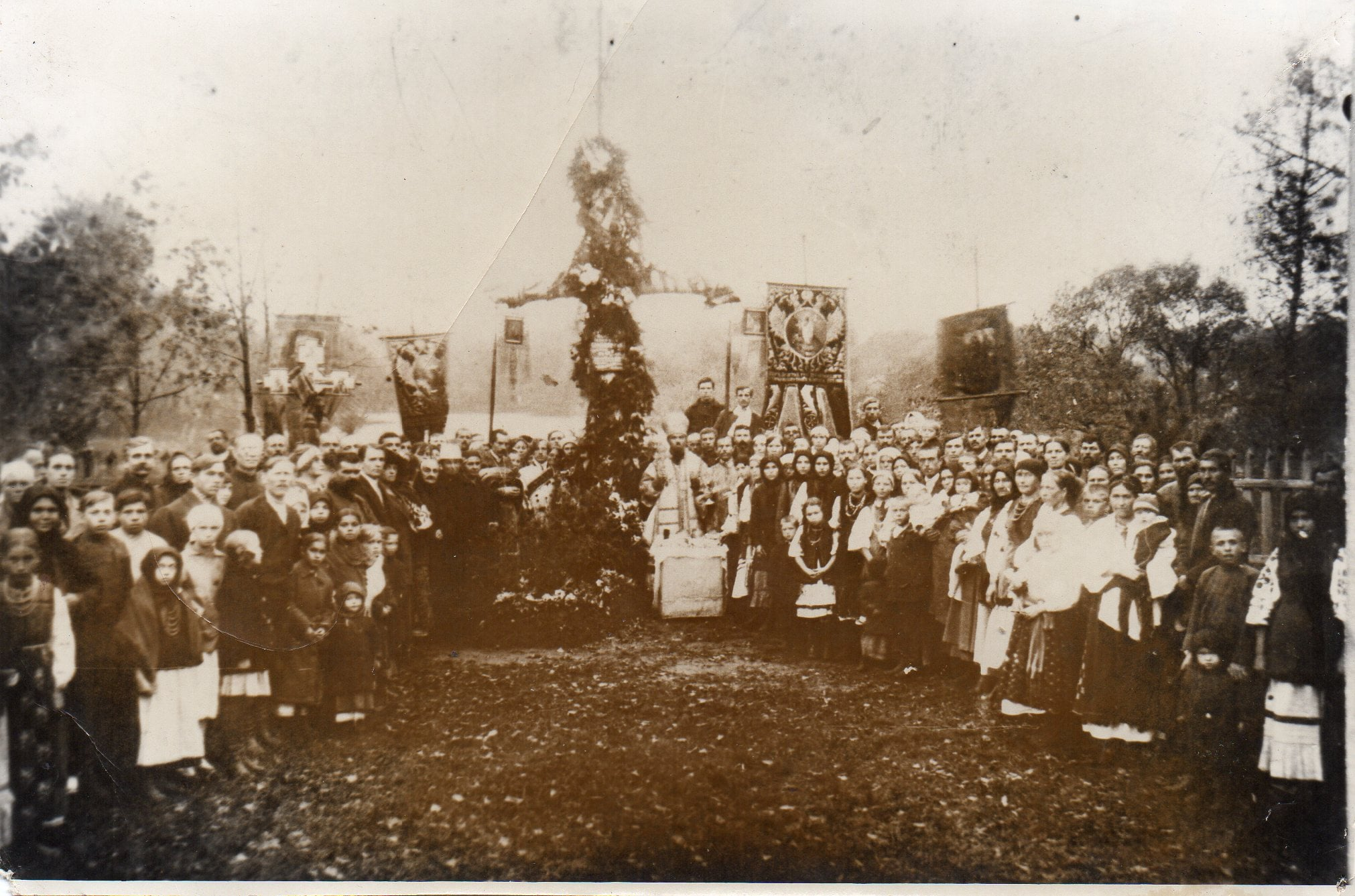
Похорон поета і громадського діяча В. І. Самійленка, 15 серпня 1925 р.

Повернувшись до Києва, Самійленко працював редактором у видавництві художньої літератури. Та здоров'я поета було підірване роками поневірянь, матеріальною скрутою. Помер 12 серпня 1925 року. Похований на подвір'ї церкви Архангела Михаїла в селі Будаївка (Болдаївка), що біля станції Боярка під Києвом. Зараз сучасна Боярка.

## Творчість

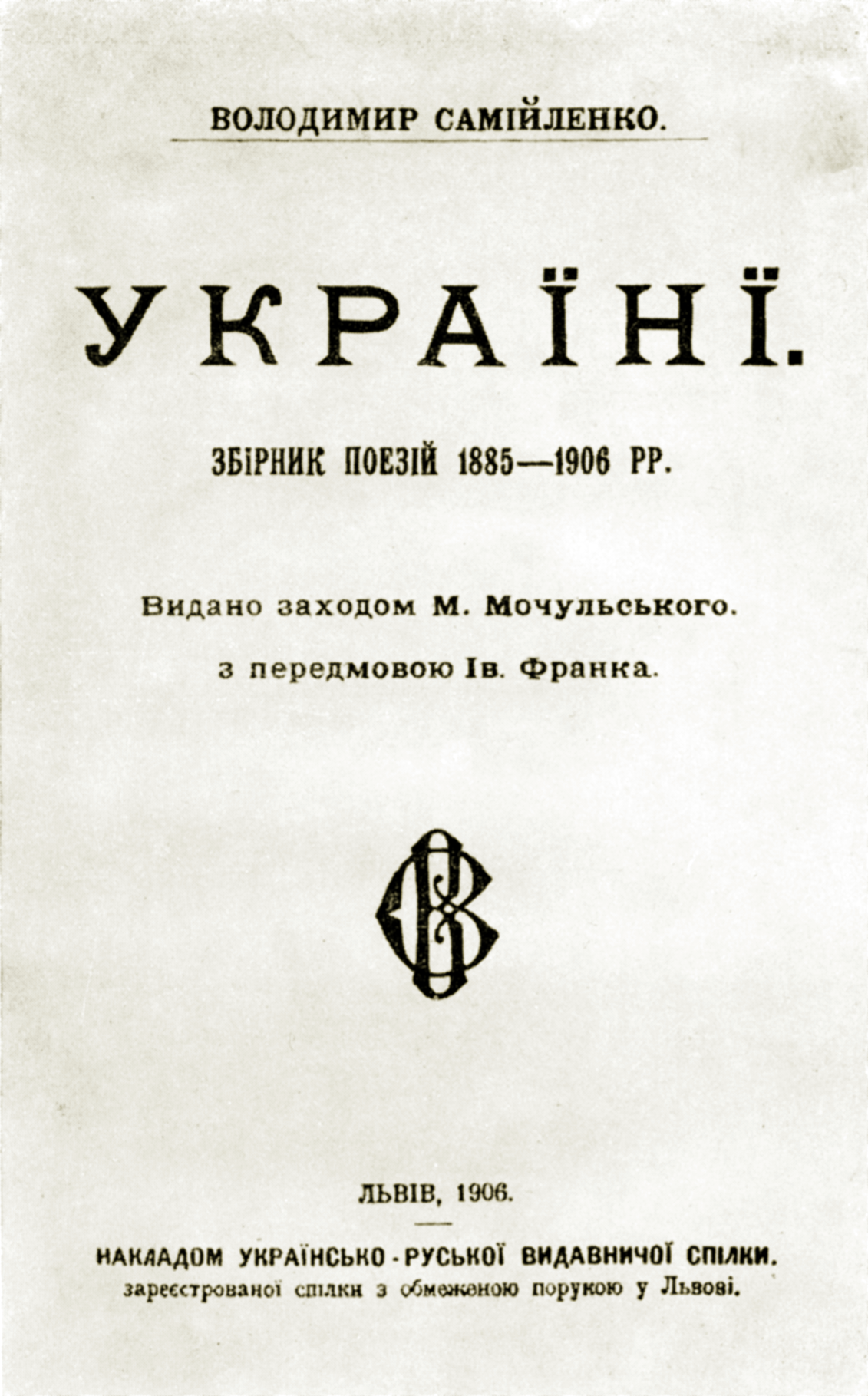
Титульна сторінка першого видання збірки «Україні», 1906 р.

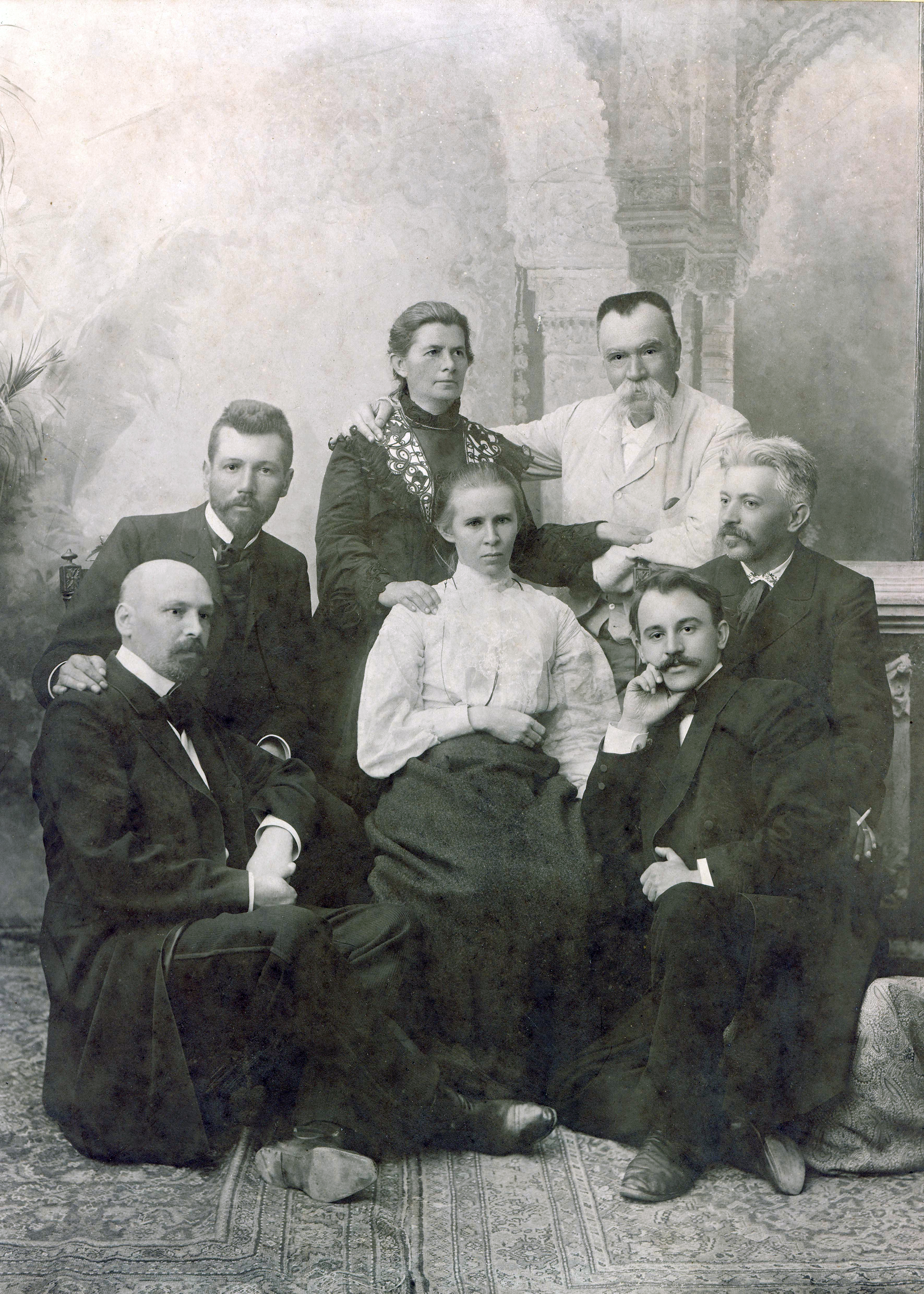
На відкритті пам'ятника Івану Котляревському в Полтаві, 1903 рік. Зліва направо: Михайло Коцюбинський, Василь Стефаник, Олена Пчілка, Леся Українка, Михайло Старицький, Гнат Хоткевич, Володимир Самійленко.

Володимир Самійленко був більше знаний серед друзів і в літературі під псевдонімом Сивенький. Поетична спадщина Самійленка включає ліричні і сатиричні вірші, переклади творів з зарубіжної класики.
Почуття любові до України звучать у віршах циклу «Україні», «Веселка».
У низці віршів В. Самійленко торкається традиційної теми ролі митця, мистецтва в суспільному житті: «Пісня», «Елегії», «Орел», «Не вмре поезія», «На роковини смерті Шевченка», «26 лютого», цикл «Вінок Тарасові Шевченку, 26 лютого». Роль Шевченка у розвитку української мови поет розкрив у поезії «Українська мова (Пам'яті Т. Г. Шевченка)», що стала широко відомим хрестоматійним твором.
Самійленко визначився як поет-сатирик з засудженням ура-патріотизму, самодержавства, продажності, графоманії: «На печі» (1898), «Собаки», «Ельдорадо» (1886), «Як то весело жить на Вкраїні» (1886), «Мудрий кравець» (1905), «Невдячний кінь» (1906), «Дума-цяця», «Міністерська пісня», «Новий лад». Поет висловлював своє обурення антиукраїнськими заходами польської влади, всілякими заборонами об'єднуватися в демократичні гуртки. Ці вболівання лягли в основу написаних у Карлову таких сатиричних творів, як «Шляхи», «Від чого люди лихі» (1924).
Автор драматичних творів «Драма без горілки» (1895), «Дядькова хвороба» (1896), «Маруся Чураївна» (1896), «У Гайхан-Бея» (1917).
Самійленко перекладав «Іліаду» Гомера, «Божественну комедію» Данте, п'єси Мольєра, Б. Трістана, Бомарше, А. Франса, вірші Беранже, Байрона, твори О. Пушкіна і В. Жуковського, І. Нікітіна і М. Гоголя.
Пейзажна та інтимна лірика Самійленка — це цикли віршів «Весна», «Сонети», «Її в дорогу виряджали». «Вечірня пісня» поета, покладена на музику Кирила Стеценком, стала народною піснею. Незадовго до смерті Самійленко продиктував дружині свій останній твір. Це рідкісної форми сонет, т. зв. «Суцільний». Це гімн вічно юній душі поета, сповнений надій на волю України, «На кращий час, на вороття Вкраїні вільного життя».
Незакінчена поема «Гея» надрукована частково в «ЛНВ» 1922 року.
Іван Франко сказав про Самійленка:
| «Він українець, свідомий українець, усею душею відданий своїй країні та своєму народові,— і се в Росії тип поки що свіжий, тип, можна сказати, будущини. От тим то він такий дорогий і любий кожному українському серцю, такий саморідний та національний — не штучний, а немов так готовий уже виріс із рідного ґрунту. Він живо відчуває всі зневаги і всі — на жаль, такі нечисленні — радощі рідного народу». |

### Видання
- З поезій В. Самійленка. Київ, 1890.
- Україні. Збірник поезій 1885—1906. Львів, 1906.
- Вибрані твори / перед. сл., прим. і за ред. Ол. Дорошкевича. — Київ: Книгоспілка, 1926.
- Вибрані поезії / за ред. М. Рильського. — Київ; Харків: Укр. держ. вид-во, 1944.
- Твори у двох томах (1958).

## Увічнення пам'яті
- Постановою Кабінету Міністрів України від 5.05.1997 р. ім'я видатного Володимира Самійленка присвоєно Прутівській загальноосвітній школі І-ІІІ ступенів;

У школі створено музейну експозицію імені Володимира Самійленка. З нагоди 150-річчя від дня народження поета встановлено меморіальну дошку на фасаді Прутівської загальноосвітньої школи І-ІІІ ступенів;
- Вулиця, на якій проживав колись поет, названа його іменем.
- Пам'ятник-погруддя письменнику В. І. Самійленку (1864—1925) в селі Великі Сорочинці в Миргородському районі Полтавської області.
- Самійленку В. І. меморіальна дошка на фасаді наукового ліцею № 3 у м. Полтава
- Рішенням XXX сесії Боярської міської ради V скликання № 30/1371 від 8 липня 2008 року було засновано літературно-мистецьку премію імені Володимира Самійленка[5]

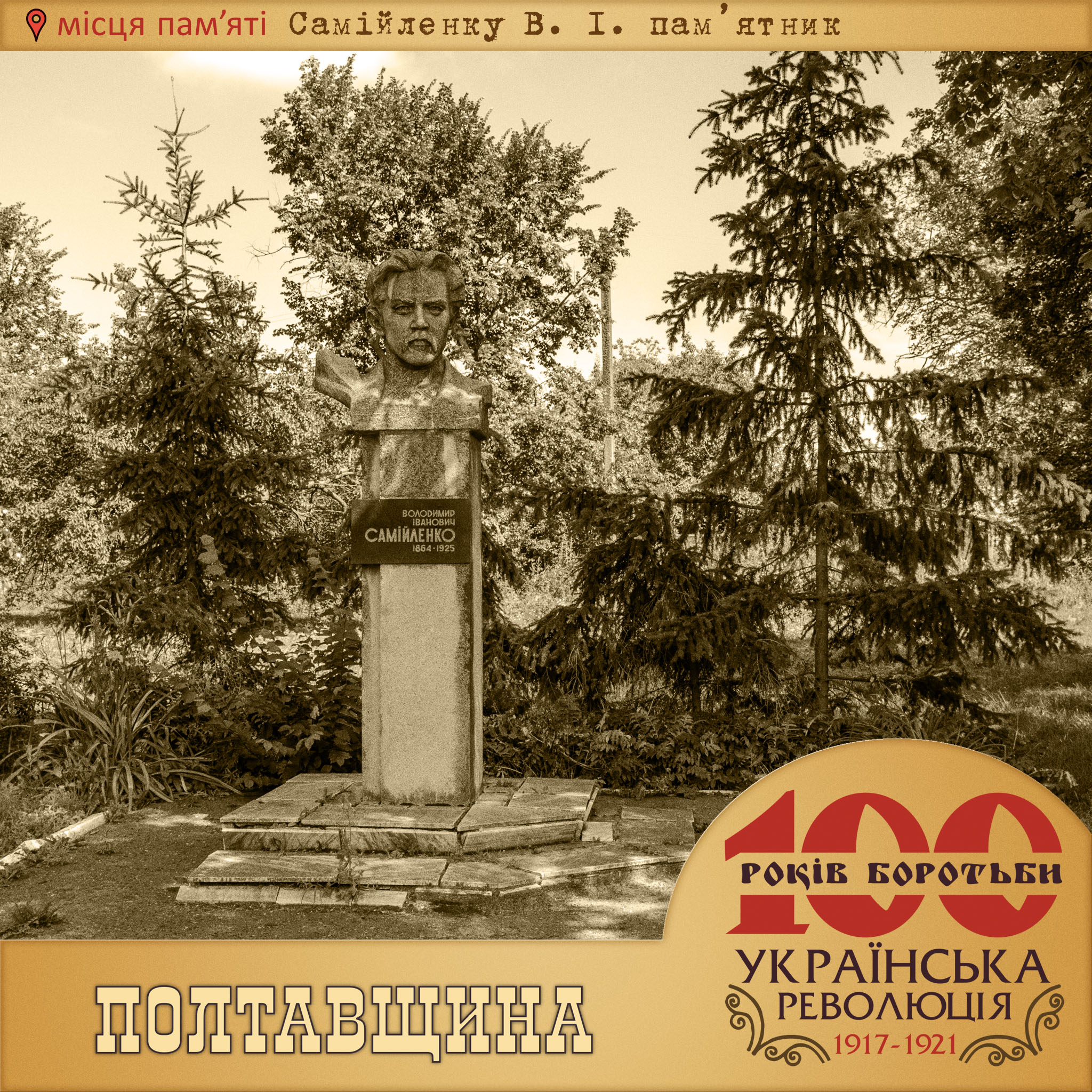
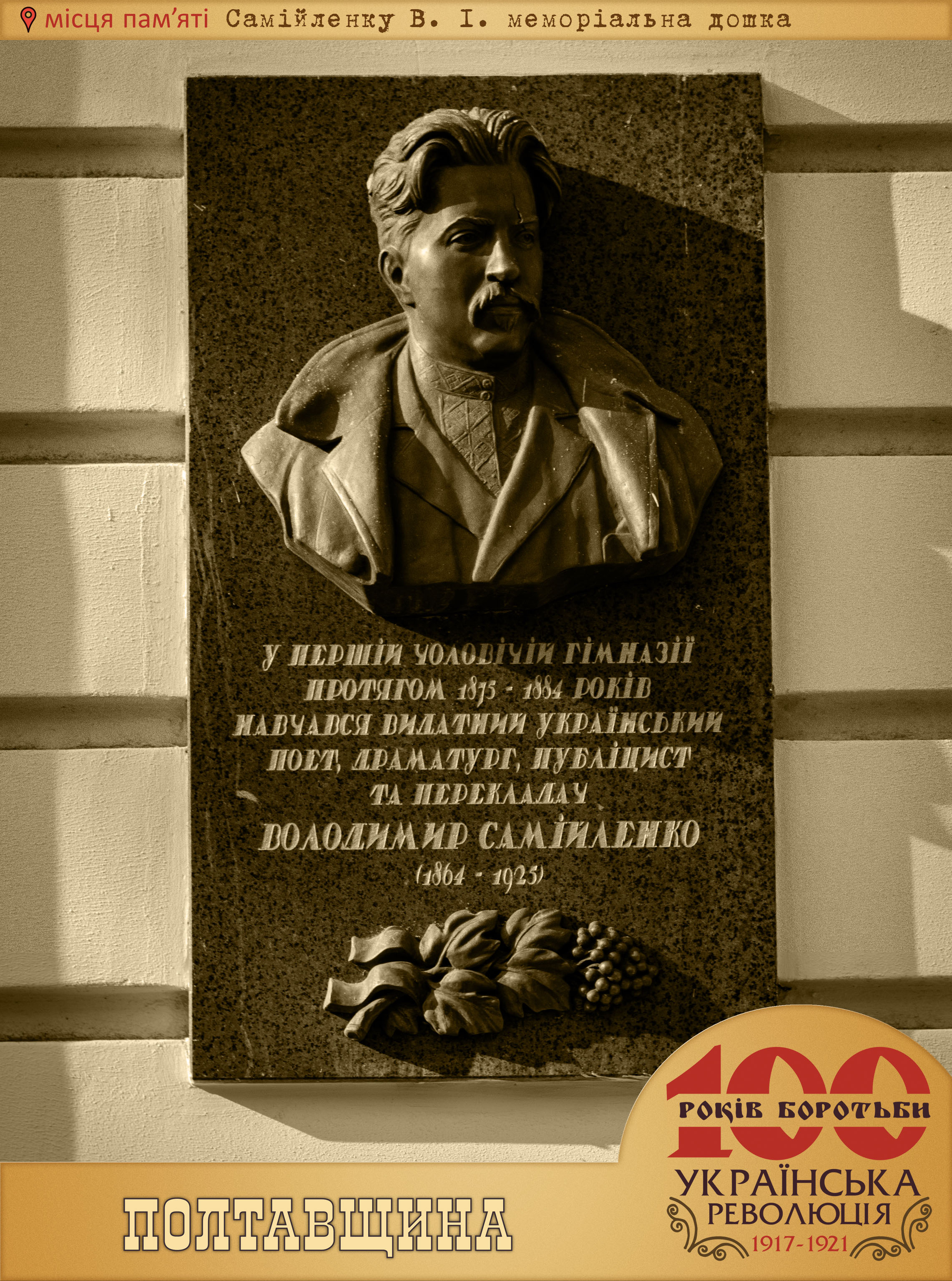
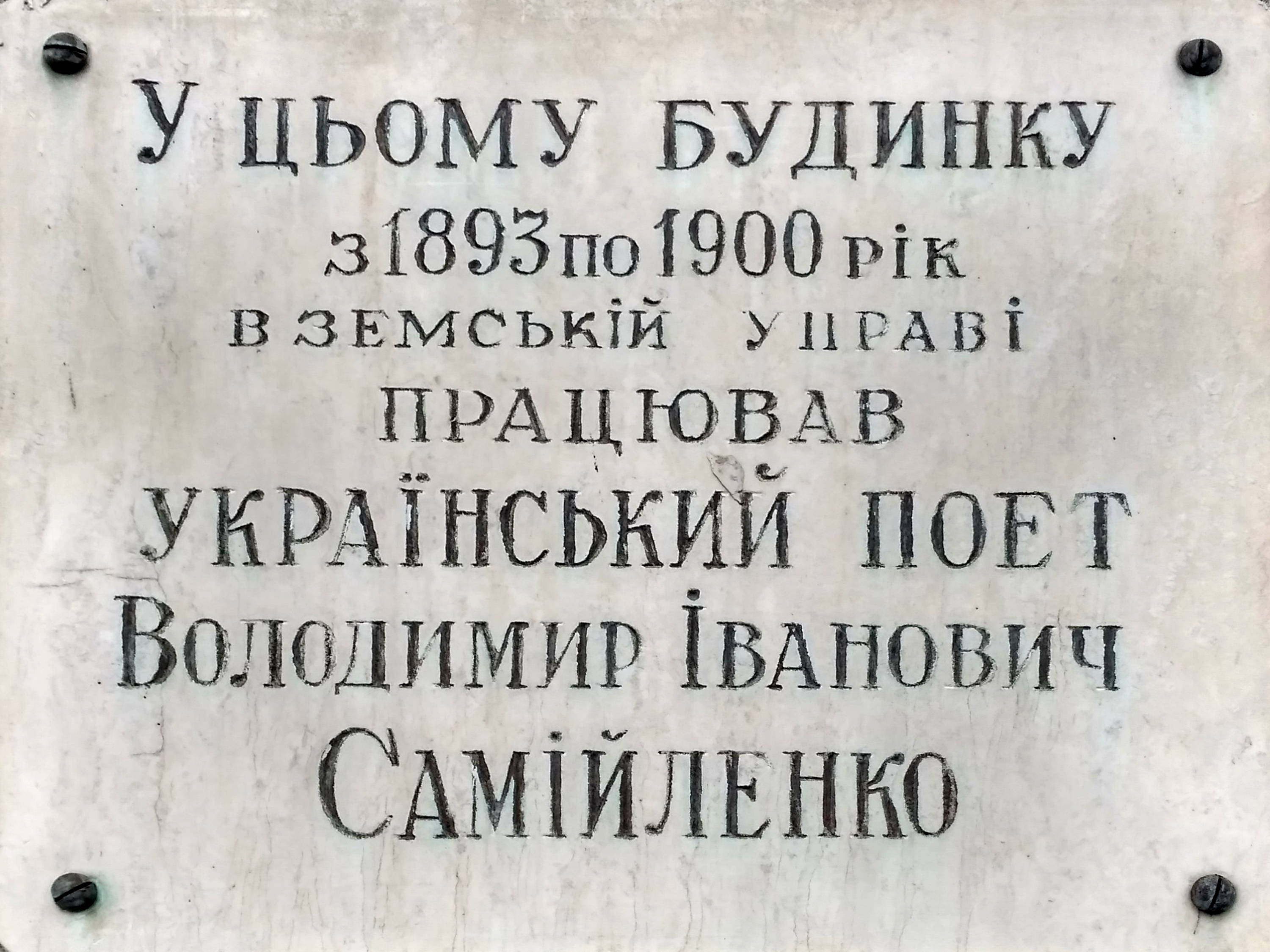
Меморіальна дошка Володимиру Самійленку на будівлі Чернігівської обласної державної адміністрації